# Time for Annihilation
Time for Annihilation: On the Record & On the Road је први албум калифорнијског рок бенда Папа роуч који је сачињен претежно од песама изведених уживо, издат 31. августа 2010. Џери Хортон је на блогу званичне веб презентације бенда написао да је албум сниман током њихове последње турнеје са бендом Шајндаун. Касније, Џејкоби Шедикс је такође објавио да је написано 5 нових песама које ће бити снимљене и објављене заједно са овим албумом. Први сингл, Kick in the Teeth, објављен је 22. јуна 2010. Наслов албума потиче од лиричког цитата из песме Crash, која се налази на албуму The Paramour Sessions из 2006. године.

## Песме
1. "Burn" - 3:26
2. "One Track Mind" - 3:26
3. "Kick in the Teeth" - 3:11
4. "No Matter What" - 3:33
5. "The Enemy" - 3:38
6. "Getting Away with Murder" (уживо) - 4:14
7. "...To Be Loved" (уживо) - 3:55
8. "Lifeline" (уживо) - 4:18
9. "Scars" (уживо) - 	4:59
10. "Hollywood Whore" (уживо) - 4:08
11. "Time Is Running Out" (уживо) - 3:57
12. "Forever" (уживо) - 6:50
13. "Between Angels and Insects" (уживо) - 5:09
14. "Last Resort" (уживо) - 5:39

Издање за Уједињено Краљевство
Осим горенаведених песама, посебно издање за Уједињено Краљевство садржи и:
1. "I Almost Told You That I Loved You" (уживо) - 3:15
2. "Dead Cell" (уживо) - 6:09
3. "No Matter What" (демо) - 4:06

DVD издање за Уједињено Краљевство
1. "Kick in the Teeth" (уживо) - 3:15
2. "Kick in the Teeth" (спот) - 3:11
3. "EPK (Inside Look)" (видео) - 6:16